# Una mamma per amica - Di nuovo insieme
Una mamma per amica - Di nuovo insieme è una miniserie televisiva statunitense, creata da Amy Sherman-Palladino. Distribuita originariamente nel 2016, questa opera è il sequel della serie televisiva Una mamma per amica. È composta da quattro episodi dalla durata di circa 90 minuti ciascuno.

## Distribuzione
La stagione è stata resa disponibile alla visione internazionalmente negli Stati Uniti d'America e in vari altri paesi, tra cui l'Italia, il 25 novembre 2016 sulla piattaforma di streaming Netflix. In chiaro, prevista inizialmente dal 13 dicembre 2020, è andata in onda su La 5 dal 20 dicembre 2020 al 10 gennaio 2021.

## Puntate
| nº | Titolo originale | Titolo italiano | Pubblicazione    | Prima TV Italia  |
| -- | ---------------- | --------------- | ---------------- | ---------------- |
| 1  | Winter           | Inverno         | 25 novembre 2016 | 20 dicembre 2020 |
| 2  | Spring           | Primavera       | 25 novembre 2016 | 27 dicembre 2020 |
| 3  | Summer           | Estate          | 25 novembre 2016 | 3 gennaio 2021   |
| 4  | Fall             | Autunno         | 25 novembre 2016 | 10 gennaio 2021  |

### Inverno
- Titolo originale: Winter
- Diretto e scritto da: Amy Sherman-Palladino

Trama
Sono passati 9 anni dagli avvenimenti della settima stagione. Lorelai e Rory, si incontrano nel gazebo della piazza di Stars Hollow in occasione delle feste di Natale, dopo molti mesi dall'ultima volta. Rory è appena arrivata da Londra, ma si fermerà poco più di 24 ore a causa di impegni di lavoro: infatti, è diventata una giornalista e ha appena pubblicato un articolo molto apprezzato sul New Yorker. La passeggiata per le vie della cittadina viene interrotta da una telefonata di lavoro e Rory inizia a correre alla ricerca di un punto in cui ci sia campo. Finisce nel market Doosey dove incontra Lane, e riesce finalmente a parlare al telefono. Tornate a casa, vi trovano Luke, che ormai vive stabilmente da Lorelai, impegnato a preparare la cena. Rory torna nella sua vecchia stanza dove inizia a frugare in alcuni scatoloni del trasloco: ha infatti deciso di lasciare l'appartamento che aveva affittato a New York visto che non c'era mai e di vivere "un po' qua e un po' là". I soliti scambi di battute frenetici madre-figlia vengono interrotti da un ospite inatteso da tutti: Paul, il fidanzato di Rory, la quale si dimentica in continuazione di lui, comportandosi di fatto come se non fosse fidanzata. Durante la notte, Lorelai e Rory non riescono a dormire e si ritrovano entrambe in cucina. Entrambe confessano i propri turbamenti, e si viene a sapere della scomparsa di Richard, padre e nonno delle due ragazze. La mattina seguente Lorelai va al lavoro alla locanda, dove Sookie si è presa una pausa dal lavoro da quasi un anno e Lorelai, nonostante le pressioni di Michel, non è ancora riuscita ad assumere un nuovo chef per la cucina. Inoltre, si scopre che Michel si è sposato con un uomo di nome Frederick, palesando la sua omosessualità.
La sera Rory e Lorelai vanno a cena da Emily e rimangono molto sorprese quando vedono nel salotto un gigantesco quadro di Richard. Lorelai cerca di convincere la madre a farlo rifare ma questa reagisce stizzita chiedendole di non raccontare questo suo errore al suo funerale. Lorelai è costretta a confessare alla figlia cosa successe il giorno del funerale di Richard, quattro mesi addietro. Durante il ricevimento a casa, Luke accompagnò Rory all'aeroporto lasciando Lorelai da sola con Emily.  A tarda sera in presenza degli ultimi ospiti, Emily spinge la figlia a raccontare un aneddoto sul padre, con la sua tipica insistenza. Lorelai, esausta e brilla, racconta confusamente di quando da bambina il padre si era dimenticato di lei mentre giocavano a nascondino e poi di quando aveva 15 anni e fu sorpresa dal padre in compagnia di un ragazzo. Andati via gli ultimi ospiti Lorelai cerca di scusarsi ma si innesca l'ennesima lite madre-figlia, che si svolge come tante altre volte nella cucina, ma che stavolta degenera più del solito. Lorelai accusa la madre di perfidia, mentre Emily rinfaccia alla figlia di essere egoista e mai disposta ad ascoltare le ragioni degli altri: ne è prova il fatto di non aver mai chiesto al suo compagno Luke se volesse dei figli. Il ricordo di ciò rende Lorelai dubbiosa di aver effettivamente trascurato l'argomento e decide di parlarne con Luke. I due valutano l'ipotesi di una madre surrogata, vista l'eta non più giovanissima di Lorelai e si rivolgono a Paris: l'ex-compagna di studi di Rory, infatti ha avviato brillantemente una clinica per la fecondazione assistita. Paris espone, in maniera fiera e ricca di particolari, i suoi servizi ma la cosa mette profondamente a disagio Luke che decide di andarsene. Successivamente, spiegherà a Lorelai che ha già April e Rory nella sua vita e si reputa comunque soddisfatto, anche se non avranno un figlio loro. Rory, dopo una breve visita a casa di Lane alla ricerca di un suo vestito, conclude il suo soggiorno a Stars Hollow e rientra a Londra dove si scopre che vive a casa di Logan, sebbene anche lui sia fidanzato. I due ragazzi hanno una relazione aperta e la cosa sembra star bene ad entrambi. Rory racconta entusiasta a Logan di aver ottenuto un incarico importante: dovrà seguire ed intervistare la stravagante scrittrice Naomi Shropshire, per la stesura di un libro ispirato alla sua vita. Lorelai viene convinta dalla figlia a far visita ad Emily per sincerarsi che stia bene. Quando arriva trova la casa dei suoi genitori nel caos più totale: diverse persone stanno ammucchiando tutte le cose di casa nel salotto. Compare Emily che indossa sorprendentemente jeans e t-shirt, e le spiega di aver letto un libro grazie al quale ha capito di doversi liberare di tutto quello che non le dava più emozioni. Lorelai riesce a far ragionare la madre e le consiglia di rivolgersi ad uno psichiatra ed Emily le promette che considererà la cosa. La mattina seguente Lorelai riceve una telefonata da Emily, felice di aver seguito il suo consiglio. Essendo particolarmente grata alla figlia per la sua idea, le chiede di venire a conoscere la psichiatra cui si è rivolta. Lorelai, soddisfatta di averne fatta una giusta, accetta con piacere ma Luke la riporta alla triste realtà: la madre l'ha incastrata e adesso dovrà andare in terapia con lei.

### Primavera
- Titolo originale: Spring
- Diretto e scritto da: Daniel Palladino

Trama
Lorelai ed Emily iniziano le loro sedute di psicoanalisi ma passano la maggior parte del tempo in silenzio, senza che nessuna delle due prenda l'iniziativa. A Stars Hollow si svolge il festival internazionale del cibo e Rory torna in paese per l'occasione. La ragazza attende con ansia la convocazione da Condé Nast per un colloquio, che tarda ad arrivare. Nel frattempo riceve continue telefonate pressanti da Sandee, giovane ma ambiziosa proprietaria di una piccola casa editrice che la vuole a tutti i costi con lei, ma Rory non sembra interessata. Tornata a Londra, inizia tra mille difficoltà a lavorare alla stesura del libro con Naomi Shropshire che si rivela sempre più confusionaria ed intrattabile. Rory pranza insieme a Logan e confessa la sua frustrazione per il mancato colloquio con Condé Nast, che sembra essere la prima scelta della ragazza. Proprio in quel momento, compare Mitchum, il padre di Logan che si offre di aiutare la ragazza e fissarle l'appuntamento ma Rory, orgogliosamente rifiuta. A Stars Hollow Lorelai e Luke vanno al cinema casalingo di Kirk, dove viene proiettato prima del film un bizzarro cortometraggio con protagonisti lo stesso Kirk ed il suo maialino domestico. Durante la proiezione suona il telefono di Luke: è Emily che lo invita a cena. Al Dragonfly Inn Loreai è preoccupata che Michel possa andarsene come ha fatto Sookie. Rory partecipa alla cerimonia degli ex-alunni della Chilton con Paris e riceve una proposta di lavoro come insegnante. Rory fa da babysitter ai figli di Paris e Doyle, che si stanno separando. Dopo sei incontri Emily abbandona le sedute di psicoanalisi, Lorelai finisce per sfogarsi con la psicologa riguardo alle sue relazioni amorose all’insaputa di Luke. Rory finisce per accettare l'offerta di Sandee, ma all'ultimo minuto viene scartata. Alla fine dell’episodio torna a vivere a Stars Hollow dalla madre.

### Estate
- Titolo originale: Summer
- Diretto e scritto da: Daniel Palladino

Trama
Rory, tornata a vivere dalla madre, diventa nuovo direttore della gazzetta di Stars Hollow per evitare che serri i battenti. Durante il comitato cittadino Taylor annuncia la produzione del musical di Stars Hollow. Per il compleanno di Michel, lui e Lorelai vanno a cena fuori e quest’ultimo annuncia che sta pensando di abbandonare il Dragonfly Inn. Rory è preoccupata per Emily che si comporta in modo strano. Jess torna a Stars Hollow e suggerisce a Rory di scrivere ciò che l’appassiona, ovvero un romanzo sulla vita sua e di sua madre, tuttavia Lorelai si dimostra contrariata. Luke e Lorelai finiscono per avere un grosso litigio e Rory decide di rompere definitivamente con Logan per via della situazione insostenibile in cui si trovano, sebbene nessuno dei due voglia davvero chiudere con l’altro. Alla fine dell’episodio Lorelai annuncia a Luke di voler partire da sola.

### Autunno
- Titolo originale: Fall
- Diretto e scritto da: Amy Sherman-Palladino

Trama
Rory è sempre più impegnata con il suo lavoro, ma una sera vive un’esperienza del tutto incredibile. In mezzo alla strada, si trova faccia a faccia con tre ragazzi mascherati, che conosce benissimo. Colin, Finn e Robert, ma in mezzo a loro c’è anche Logan. I ragazzi sono lì per risollevare il morale della ragazza, e decidono di farle vivere qualche ora di libertà. Dopo aver girato ed essersi divertiti come pazzi, i cinque si fermano in un bed and breakfast. Qui Logan dà in regalo a Rory la casa di famiglia nel Maine, dove potrà scrivere il suo libro. Rory e Logan passano la loro ultima notte insieme, e al mattino la “piccola” Gilmore declina l’offerta; c’è solo un posto dove poter scrivere il suo primo libro: lo studio di nonno Richard.  
Una volta detto un sofferto addio ai ragazzi, ma soprattutto al suo amore ormai di una vita Logan, con cui la separazione è molto dura per entrambi, sebbene sia l'unica cosa possibile, torniamo a Stars Hollow dove Lorelai non riesce a portare a termine il suo obiettivo; prima il mal tempo le impedisce di iniziare la camminata, il giorno dopo invece perde il permesso. Ma la natura è così bella e toccante che capisce dove ha sbagliato. Chiama Emily, raccontandole un ricordo speciale che ha di suo padre. Il ricordo risale al suo tredicesimo compleanno, e la storia emoziona madre e figlia. Emily si sente come rinata, dopo quella telefonata, tanto che riesce a voltare pagina. La donna, infatti, ha intenzione di vendere la casa, e di trasferirsi a Nantucket. Una volta tornata in città, Lorelai e Luke si confrontano, arrivando a una decisione inaspettata: il matrimonio. Rory non si vede per qualche giorno, perché concentrata nel produrre i primi tre capitoli del libro. Li presenta a Lorelai, che dovrà decidere le sorti di quel grande progetto. Ma per Rory le sorprese non sono finite, perché incontra Dean, che le racconta come sta andando la sua vita. È sposato ed è anche padre, il che porta ad un addio dolce-amaro tra i due, ma comunque molto sentito in onore dei vecchi tempi. Lorelai torna al Dragonfly, dove in cucina trova finalmente Sookie.
Lorelai deve pensare al futuro, e ha intenzione di acquistare uno spazio in paese per il Dragonfly. Ma sono i soldi il problema, così chiede alla madre un prestito. Lorelai cerca in tutti i modi di convincerla, ma non sa che la madre ha già preso una decisione. Per una volta non servono convinzioni, ma soltanto una promessa: le presterà i soldi solo se i novelli sposi passeranno insieme a lei, nella nuova casa, due settimane in estate e una per Natale. Alla fine Rory comunica di essere incinta alla madre, la quale rimane senza parole, nessuno però sa chi è il futuro papà.